# Ван Фэй (конькобежец)
Ван Фэй (кит. 王霏; р. 20 февраля 1982) — китайская спортсменка-конькобежец, двукратный чемпион Паназиатских игр 2006 и 2007 годов, член олимпийской сборной Китая 2006 года. Участница Зимних Олимпийских игр 2006 и 2010 годов.